# Région de Grenade
La région de Grenade, Haute Andalousie ou Andalousie Oriental (en castillan Región de Granada, Alta Andalucía ou Andalucía Oriental), est une région historique d'Espagne. Elle regroupe les provinces de Almería, de Malaga, de Grenade et de Jaén. Ces régions n'étaient dotées d'aucune compétence, ni d'institutions spécifiques autres que celles des provinces regroupées. Ces régions n'avaient qu'un caractère de classification, sans prétention opérationnelle.
Dans toute l'histoire moderne de l'Espagne où a été mise en œuvre une décentralisation (après les constitutions de 1931 et 1978), ces quatre provinces n'ont jamais constituées d'entité indépendante et font aujourd'hui partie de la communauté autonome de Andalousie. Les forces politiques grenadienes réclament aujourd'hui une autonomie pour ces provinces.

## Proposée division territoriale en provinces et régions (1847)

Gouvernements généraux proposés décret Escosura de 1.847.

## La Seconde République espagnole (1931-1936)

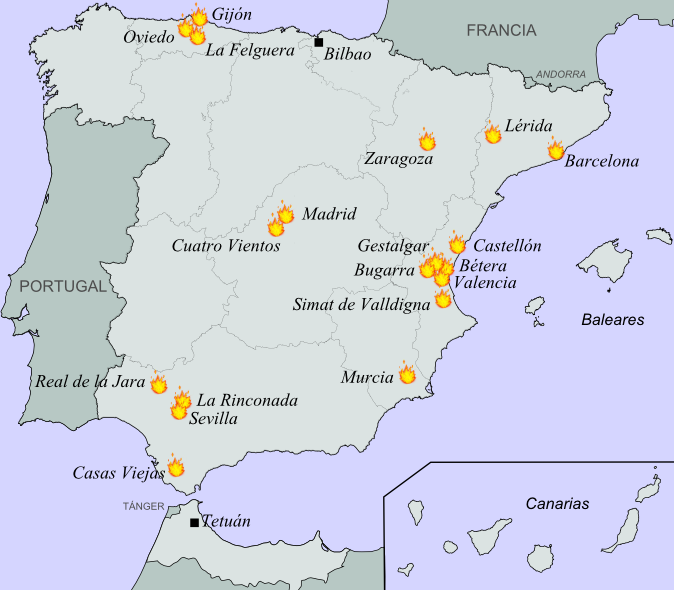
Carte territoriale en vigueur durant la Seconde République espagnole.

L'Assemblée de Cordoue de 1933 était une réunion à laquelle la proposition du Conseil provincial de Séville, dirigé par Hermenegildo Maisons pour l'élaboration d'un statut autonome de l'Andalousie, dans le cadre de ce qui est établi par la Constitution espagnole adressée 1931 adoptée pendant la Deuxième République.
La réunion, à laquelle ont participé Blas Infante était un échec relatif, comme l'ensemble réuni plus que prévu et parce que la plupart des représentants des provinces d'Almeria, Huelva, Grenade et Jaén ont été retirés.

### Sources
- (es) Cet article est partiellement ou en totalité issu de l’article de Wikipédia en espagnol intitulé « Región de León » (voir la liste des auteurs).